# Loro Parque
Loro Parque (španělský výraz pro „papouščí park“) je 13,5 hektarů rozlehlá zoo a nachází se ve Španělsku na okraji města Puerto de la Cruz na ostrově Tenerife. Nachází se zde rozsáhlé a různorodé množství živočišných a rostlinných druhů. Park byl původně koncipován jako ráj pro papoušky a v průběhu let se vyvinul do jedné z největších atrakcí na Kanárských ostrovech.